# Reggio di Calabria
Reggio di Calabria (potocznie Reggio Calabriaⓘ, wym. [ˈrɛʤʤo kaˈlabrja], daw. Region, Rhegium, Rhegion) – miasto i gmina w południowych Włoszech, nad Cieśniną Mesyńską, stolica prowincji Reggio Calabria. Zamieszkiwana w 2023 roku przez 170 951 osób.
Patronem miasta jest Święty Jerzy, a dzień jego obchodów to 23 kwietnia.

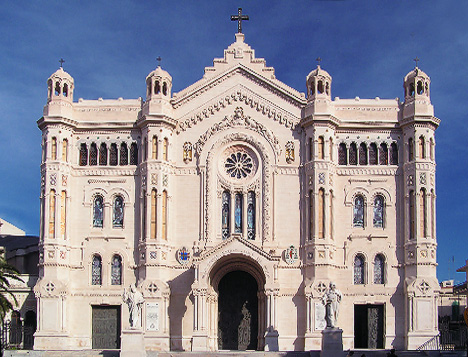
Katedra

## Historia
Miasto znajdujące się na obszarze starożytnej Wielkiej Grecji, zostało założone w roku 720 p.n.e. jako Rhegion. W roku 393 p.n.e. opanowane przez Dionizjosa Starszego, w roku 270 p.n.e. dostało się pod panowanie Rzymian, formalnie będąc ich sojusznikiem. W VI wieku było stolicą biskupstwa, i ważnym ośrodkiem rzemiosła i handlu. W roku 1060 zajęte przez Normanów, włączone do Królestwa Sycylii, a od 1282 w granicach Królestwa Neapolu. W 1860 weszło w skład zjednoczonych Włoch. 
Reggio było wielokrotnie niszczone przez trzęsienia ziemi: w 91 p.n.e., 1783, 1811, 1894 i 1908.

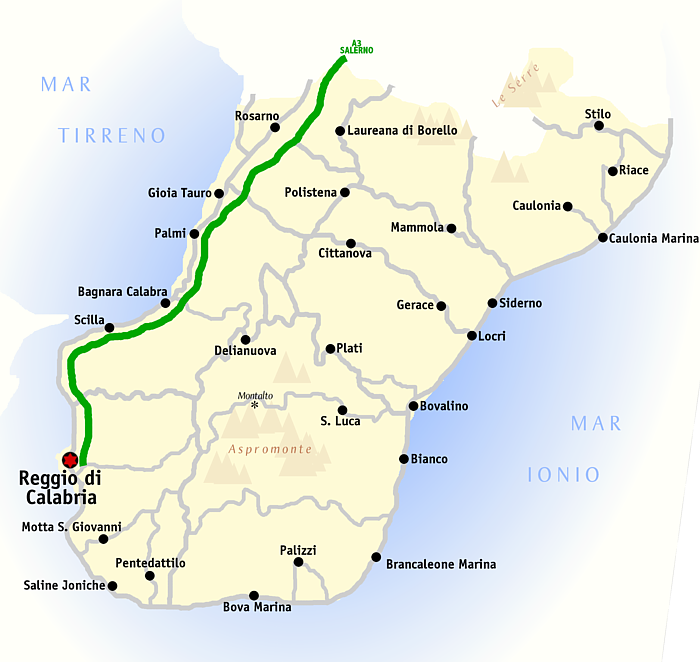
Położenie na mapie

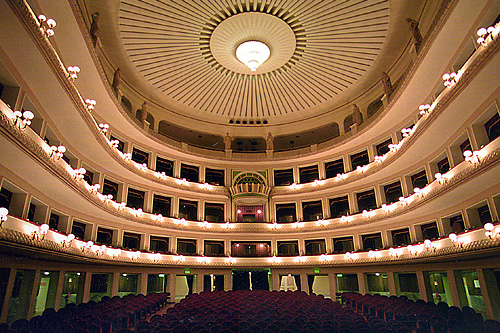
Teatr im. Francesco Cilea

## Gospodarka
Obecnie jest to ośrodek handlu owocami cytrusowymi. Mieszczą się tu zakłady przemysłu chemicznego (głównie produkcja perfum i lekarstw), elektrotechnicznego, włókienniczego (jedwab, atłas), spożywczego, papierniczego, środków transportu. Reggio jest również głównym portem rybackim południowej Kalabrii. Bardzo rozwinięta jest turystyka; miasto ma lotnisko i połączone jest linią promową z Mesyną, stację kolejową Reggio di Calabria Centrale.

## Zabytki
- pozostałości umocnień greckich z V wieku p.n.e
- termy rzymskie
- romańska katedra odbudowana w 1908
- ruiny zamku z XV wieku.

## Miasta partnerskie
- Ateny
- Cesana Torinese
- Egaleo
- Białystok